# روي لي وليامز
روي لي وليامز (بالإنجليزية: Roy L. Williams)‏ هو نقابي أمريكي، ولد في 22 مارس 1915 في أوتوموا في الولايات المتحدة، وتوفي في 28 أبريل 1989 في ليتون في الولايات المتحدة بسبب نفاخ رئوي.

## وصلات خارجية
- روي لي وليامز على موقع الموسوعة البريطانية (الإنجليزية)